# يوروجت توربو
يوروجت توربو (بالإنجليزية: Turbo-Union)‏: هي أئتلاف شركة متعددة الجنسيات، مشترك بين أربعة من مصنعين المحركات الجوية الأوروبيين وهم: رولز رويس بي إل سي من بريطانيا وافيو (بالإنجليزية: Avio)‏من إيطاليا وصناع المحركات التوربينية من إسبانيا وأم تي يو للمحركات الجوية من ألمانيا. ويقع مقرها في هالبيرجموس بالقرب من ميونيخ.
تشكلت يوروجت توربو في عام 1986، لإدارة التنمية والتطوير والإنتاج والدعم والصيانة والدعم والمبيعات للمحرك من من طراز إي جيه 200 (EJ200) وهو المحرك المروحي التوربيني لطائرة التفوق الجوي المقاتلة يوروفايتر تايفون. وكان الشركاء الأصليون هم رولز رويس بي إل سي وأم تي يو للمحركات الجوية و فيات، و سينر. وفي وقت لاحق أنفص قسم فيات لمحركات الطائرات عن فيات وأصبح يعرف الآن بـ افيو (AVIO). وسينر لمحركات الطائرات أصبحت الآن جزء من شركة صناع المحركات التوربينية والمملوكة من قبل رولز رويس وسنير.
| الشركة المساهمة          | حصة التطوير | حصة الإنتاج | المسؤوليات                                                                                   |
| ------------------------ | ----------- | ----------- | -------------------------------------------------------------------------------------------- |
| رولز رويس                | 33%         | 34.5%       | نظام الاحتراق وارتفاع ضغط توربينات الضغط العالي ونظام مراقبة اداء المحرك                     |
| أم تي يو للمحركات الجوية | 33%         | 30%         | ضواغط الضغط المنخفض والضغط العالي، مسؤولية تصميم نظام الوحدة الرقمية للرصد والتحكم في المحرك |
| افيو                     | 21%         | 19.5%       | توربين الضغط المنخفض ونظام الحراق اللاحق وعلبة التروس ونظام التهوية والتزييت.                |
| صناع المحركات التوربينية | 13%         | 16%         | منفث العادم وأنابيب النفث وموزع العادم وقنوات التمرير الالتفافية والحشوات الخارجية.          |

## وصلات خارجية
- الموقع الرسمي
- يوروجت تعرض محركها إي جيه 200 للطائرة الهندية المقاتلة الخفيفة من طراز تيجاس